# George McLeod (homme politique néo-brunswickois)
Pour les articles homonymes, voir George McLeod et McLeod.
George McLeod  (1836-1905) est un marchand de bois, un armateur et un homme politique canadien du Nouveau-Brunswick.

## Biographie
George McLeod naît le 26 avril 1836 à Richibouctou, au Nouveau-Brunswick, de parents nés en Écosse.
Il se présente aux élections de 1874 et est élu député fédéral indépendant de la circonscription de Kent le 22 janvier 1874. Il est ensuite battu aux élections suivantes en 1878 par l’Acadien Gilbert Girouard et se présente alors aux élections de 1882 dans la circonscription de la Cité de Saint-Jean puis en 1885 dans la circonscription de la Cité et du Comté de Saint-Jean mais est battu à chaque fois.
Il est mort le 7 mai 1905 à Saint-Jean et est enterré dans cette ville, au cimetière Fernhill.